# Call of Juarez: Gunslinger
Call of Juarez: Gunslinger est un jeu vidéo de tir en vue subjective développé par Techland et édité par Ubisoft le 22 mai 2013 en téléchargement sur PlayStation 3, Xbox 360 depuis le 10 décembre 2019 sur Nintendo Switch et Windows.

## Histoire
L'histoire nous plonge au Far West pour suivre le récit d’un ivrogne chasseur de primes, dénommé Silas Greaves.
Silas Greaves est parti à la recherche des hommes responsables de tout son malheur. Il est entraîné dans cette chasse qui prendra plusieurs années, cette traque qui l'amènera à affronter certaines des plus grandes légendes du Far West pour poursuivre sa mission. Silas nous narre sa rencontre avec les bandits les plus connus de l’Ouest, comme les frères Dalton, Jessie James ou Kid Curry. Il revient sur les différences entre les mythes et le « véritable déroulement des faits » puisque notre protagoniste modifie certains faits pour démentir les rumeurs et raconter des choses le mettant en valeur. Ces modifications ont des répercussions directes sur le jeu et peuvent provoquer des changements du décor ou de rejouer une partie du chapitre différemment.

### Narration
Call of Juarez: Gunslinger est un jeu adoptant une narration changeante et particulière car elle influence directement la partie en cours en fonction de ce que le narrateur nous raconte.
Le narrateur, Silas Greaves, raconte ses aventures dans l'Ouest américain au cours du jeu et il utilise ses souvenirs pour en parler mais à certains moments, il changera d'avis et il nous fera changer de décor. 
Le concept de cette narration altérée permet au joueur de voir un changement de décor ou des éléments qui se rajoutent.

### Personnages
Silas Greaves est le protagoniste de l'histoire mais aussi le narrateur car il raconte son histoire dans un saloon et partage ses différentes expériences personnelles.
Il exprime de nombreux sentiments c'est un chasseur de têtes.
On retrouve de nombreux personnages emblématiques du Far West comme Jesse James, Billy The Kid, le Wild Bunch et encore les Dalton qui correspondent à différents ennemis rencontrés au cours du jeu.

## Environnements
Notre traque nous entraîne dans des lieux distinctifs et typiques du genre Western), comme des forêts ancestrales appartenant à des tribus indiennes, des canyons regorgeant de bandits ou des villes d’époques. Il y a aussi des défis pour retrouver des secrets dissimulés appelés « pépites de vérité », qui permettent à donner des indications supplémentaires sur les lieux, les personnages ou les évènements que nous pouvons être amenés à rencontrer durant notre progression et nous présenter le monde américain à cette époque.
Il fait le tour des différents panoramas observés à l'époque du Far West.

## Système de Jeu
Le jeu possède un gameplay très arcade permettant de mieux gérer les gunfights. Le joueur peut se mettre en bullet time pour ralentir le temps. On trouvera la présence de QTE pour certaines éliminations ou une esquive de balles. Il existe aussi des points de compétence que l'on peut attribuer au héros à travers 3 arbres de compétences différents.
Il y a aussi un élément de gameplay intéressant qui sont les duels que le joueur trouve à la fin de chaque chapitre où il affronte une figure emblématique du Far West.
Les duels sont basés sur le timing et la précision du joueur pour dégainer son pistolet le plus rapidement possible afin de tuer son redoutable adversaire.

## Critiques
Le jeu a été apprécié pour sa narration et son rapport qualité/prix car étant donné qu'il est disponible exclusivement en téléchargement, son prix est plus faible mais le jeu propose un contenu de jeu conséquent en échange.
Le jeu a permis d'améliorer la réputation de la série et de nous plonger dans une aventure avec une ambiance "western".